# Steinbecker Stollen

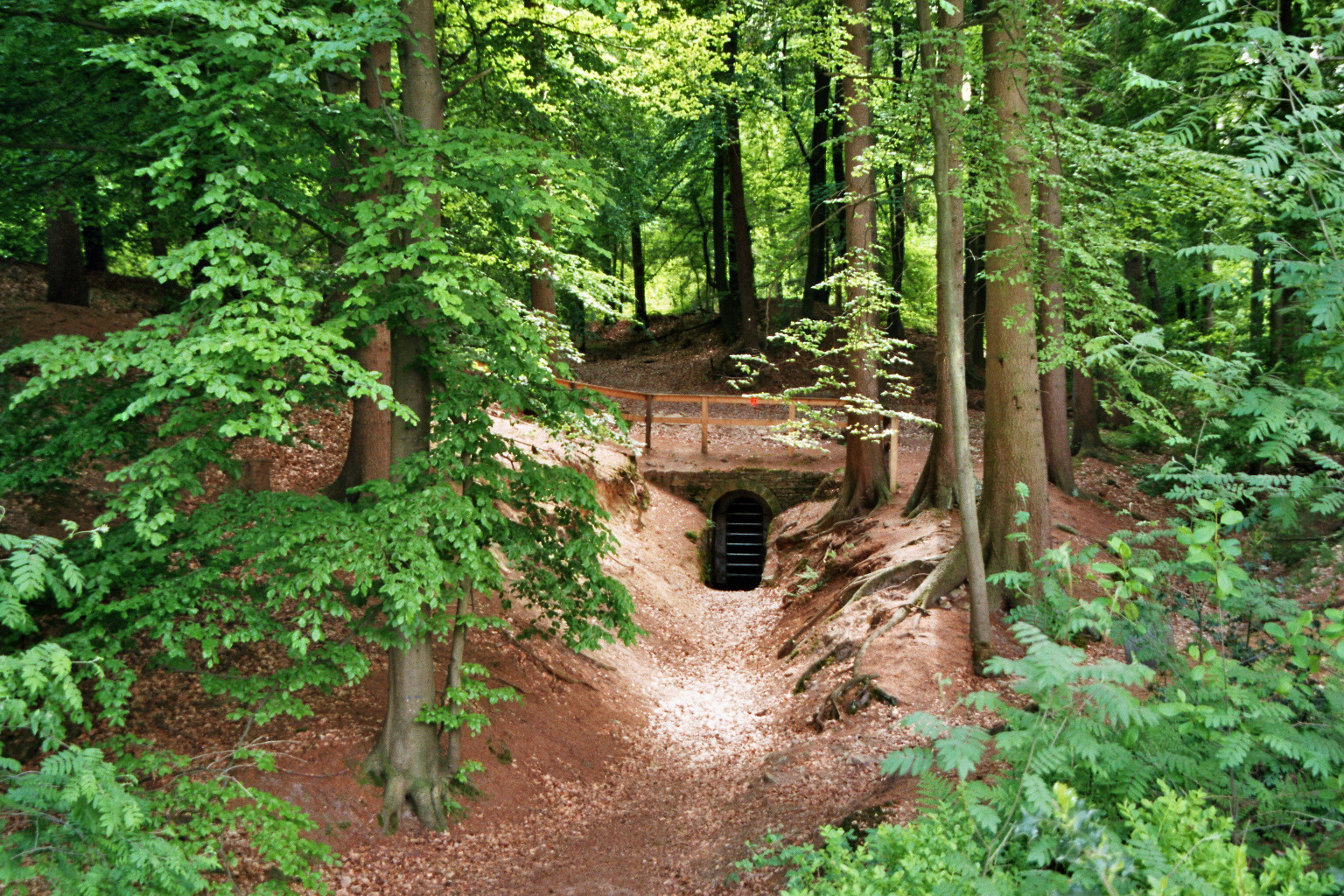
Mundloch des Steinbecker Stollens

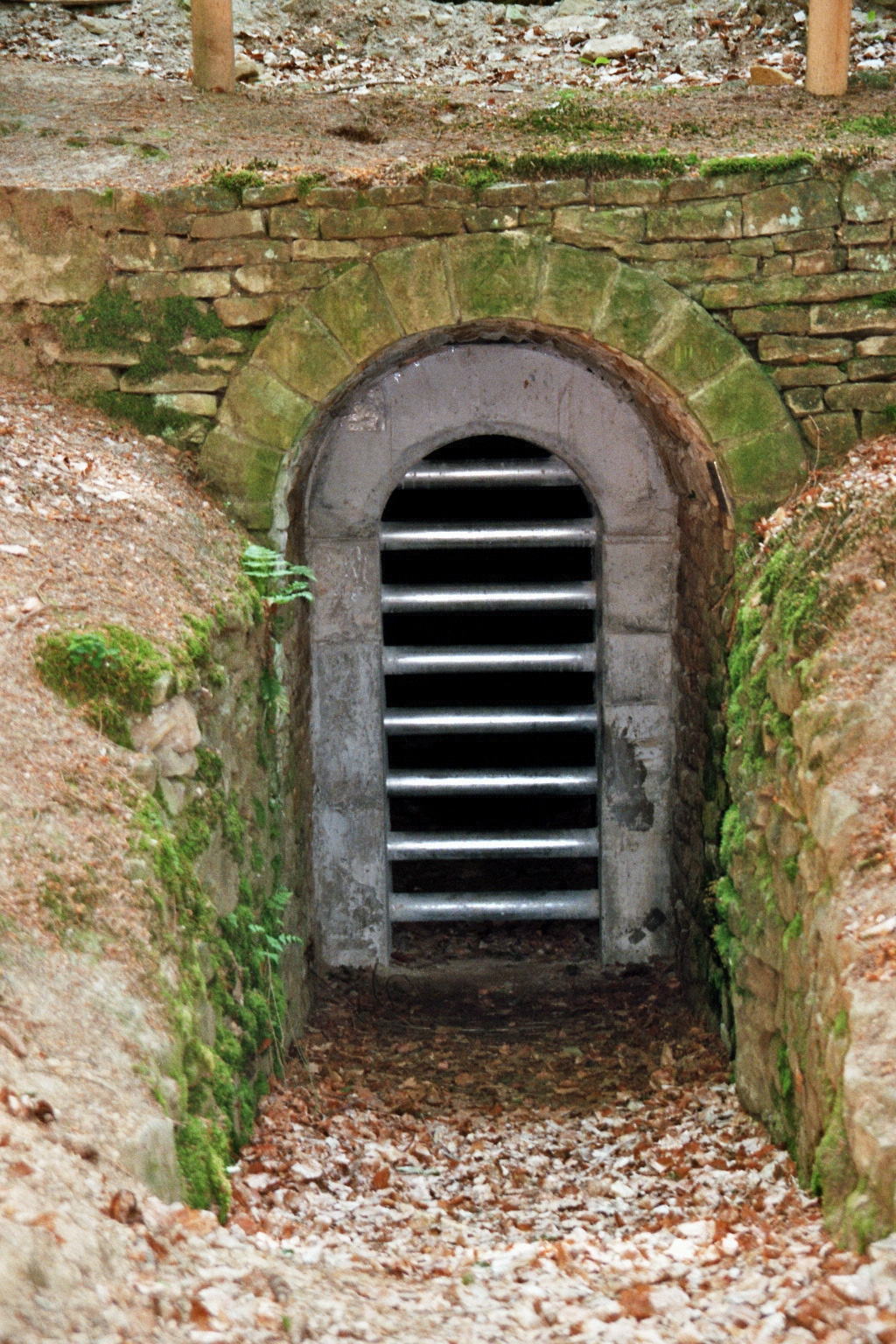
Ein Spezialgitter schützt den Eingang des Stollens

Der Steinbecker Stollen ist ein Stollen im Ibbenbürener Steinkohlenrevier. Er liegt im Recker Ortsteil Steinbeck im Buchholzer Forst am Rande der Ibbenbürener Bergplatte. Wegen seiner Lage im Buchholz wird er auch häufig Buchholzer Stollen genannt. Er diente der Grube Buchholz zur Wasserableitung.
Um den Betrieb der Grube Buchholz gewinnbringend zu gestalten, wurde am 28. September 1748 das Stollenprojekt des Steinbecker Stollens genehmigt. Dieser nahm seinen Anfang im Mertens- oder auch Martensthal am nördlichen Abhang des Gebirges. Er erreichte bei 200 Lachtern (418 m) im Jahre 1752 das Flöz Buchholz. Auf dem Stollen wurden zahlreiche Schächte und zwei Lichtlöcher abgeteuft. Bei den Vortriebsarbeiten stieß man immer wieder auf den alten Mann, ein Zeichen, dass bereits vor vielen Jahren dort ein umfangreicher Abbau trotz schwieriger Wasserverhältnisse stattgefunden hatte. Als der Rudolfschacht 1896 mit dem Püsselbürener Förderstollen und dem Dickenberger Tiefenstollen verbunden wurde, verlor der Steinbecker Stollen seine Funktion als Wasserlösungsstollen endgültig. Der als Ersatz des Steinbecker Stollens begonnene Bau des Bodelschwingh-Stollen wurde schon 1852 aufgegeben. Im Zweiten Weltkrieg diente der Stollen der Steinbecker Bevölkerung als Schutz vor den Kriegshandlungen in Steinbeck. 1987 wurde das Stollenmundloch von einem Verein wiederhergerichtet und kann besichtigt werden.